# Les Deux Magots
Les Deux Magots je kavárna v Paříži ve čtvrti Saint-Germain-des-Prés v 6. obvodu na náměstí Place Saint-Germain-des-Prés na rohu bulváru Saint-Germain.

## Historie
Název kavárny u dvou mandarínů pochází z obchodu, který byl otevřen v roce 1813 na Rue de Buci. Obchod prodával spodní prádlo z hedvábí a čínští mandaríni představovali zemi původu textilie. Nejedná se proto o dva magoty. V roce 1873 byl obchod přesunut na náměstí Place Saint-Germain-des-Prés na současné místo kavárny. V roce 1884 zde místo obchodu vznikla kavárna, kterou si oblíbili spisovatelé jako Paul Verlaine, Arthur Rimbaud nebo Stéphane Mallarmé.
V roce 1914 koupil podnik, který byl na pokraji bankrotu, Auguste Boulay za 400 000 franků. Ve 20. letech se v kavárně setkávali surrealisté pod vedením André Bretona.
Kavárna se i v následujících letech stala místem setkávání mnoha umělců a intelektuálů jako byli např. Elsa Trioletová, André Gide, Jean Giraudoux, Pablo Picasso, Fernand Léger, Jacques Prévert, Ernest Hemingway, Bob Welch, Jean-Paul Sartre nebo Simone de Beauvoir.

## Současnost
Kavárna je od roku 1914 v režii stejné rodiny. Dnes je vzhledem k vysokým cenám klientela především turistická.

## Kavárna ve filmu
Kavárna se objevila v roce 1973 ve dvou filmech – Dobrodružství rabína Jákoba a Maminka a děvka. V roce 2011 se v kavárně točila scéna z filmu Nedotknutelní.